# Giuseppe Bonaviri
(Giuseppe Quatriglio)
Giuseppe Bonaviri (Mineo, 11 luglio 1924 – Frosinone, 21 marzo 2009) è stato uno scrittore e poeta italiano.

## Biografia
Giuseppe Bonaviri è il primo dei cinque figli di don Nanè, sarto, e di donna Giuseppina Casaccio, casalinga.
Frequenta le scuole a Mineo e la sua passione poetica, come afferma lo stesso Bonaviri, viene alimentata dall'atmosfera magica che aleggiava intorno ad una pietra, detta della poesia, che si trovava presso Camuti (altopiano  famoso per il suo villaggio preistorico). Intorno alla pietra, fino alla fine del 1850, prima dell'Unità d'Italia, si riunivano numerosi poeti provenienti da ogni parte della Sicilia, per gareggiare scrivendo e recitando versi.
Dopo aver conseguito nel 1949 la laurea in medicina presso l'Università di Catania, svolge il servizio di leva come sottotenente medico a Casale Monferrato. Qui scrive il suo primo romanzo, Il sarto della stradalunga, che è anche quello a cui Bonaviri è più legato.. Il romanzo ottiene grande approvazione da parte di Elio Vittorini e viene pubblicato nel 1954 da Einaudi nella nuova collana "I gettoni".
Trasferitosi a Frosinone, lavora come medico cardiologo, cercando di conciliare la sua attività professionale con la scrittura. Diviene assiduo frequentatore della locale galleria d'arte "La Saletta", ove trattiene proficui rapporti culturali con artisti, letterati e giornalisti che la frequentano. Partecipa puntualmente alle mostre d'arte che vi si organizzavano ciclicamente, animandone il vivace dibattito culturale. Nel Pioniere del 1960 al nº 15 e nel 1961 al nº 3 vengono pubblicati due suoi racconti.
Scrive numerosi romanzi nei quali rappresenta il piccolo mondo di Mineo, sempre attento a cogliere la dimensione magica e arcaica della natura: Il fiume di pietra nel 1964, Notti sull'altura nel 1971, L'enorme tempo nel 1976, Novelle saracene nel 1980, L'incominciamento nel 1983, È un rosseggiar di peschi e d'albicocchi nel 1986, Ghigò nel 1990, Il vicolo blu nel 2003.
Ha anche pubblicato raccolte di poesie: Il dire celeste nel 1976, O corpo sospiroso nel 1982, L'asprura nel 1986,   I cavalli lunari nel 2004.
Nel 2006 ha pubblicato Autobiografia in do minore. Nel 2007 si è raccontato nel documentario Bonaviri ritratto di Massimiliano Perrotta.
Nel 1998 gli studiosi Enzo Zappulla e Sarah Zappulla Muscarà hanno pubblicato Bonaviri inedito, biografia dello scrittore con ricca appendice di inediti bonaviriani tra i quali il romanzo giovanile La ragazza di Casalmonferrato.
Fu sposato con Raffaella Osario, originaria di Marcianise, da cui ebbe due figli, Giuseppina ed Emanuele.

## Opere
- Il sarto della stradalunga, Torino, Einaudi, 1954.
- La contrada degli ulivi, Venezia, Sodalizio del Libro, 1958.
- Il fiume di pietra, Torino, Einaudi, 1964.
- La divina foresta, Milano, Rizzoli, 1969.
- Notti sull'altura, Milano, Rizzoli, 1971.
- L'isola amorosa, Milano, Rizzoli, 1973.
- Le armi d'oro, Milano, Rizzoli, 1973.
- La beffaria, Milano, Rizzoli, 1975.
- L'enorme tempo, Milano, Rizzoli, 1976.
- Il dire celeste. Poesie, Roma, Editori Riuniti, 1976.
- Martedina e Il dire celeste, Roma, Editori Riuniti, 1976.
- Follia, Catania, Società di Storia Patria per la Sicilia Orientale, 1976. (Teatro)
- Dolcissimo, Milano, Rizzoli, 1978.
- Il treno blu, Firenze, La nuova Italia, 1978.
- L'estate dei passeri, Teramo, Lisciani & Zampetti, 1978.
- Il dire celeste e altre poesie, Parma, Guanda, 1979.
- Nel silenzio della luna, Sora, Edizioni dei Dioscuri, 1979.
- Novelle saracene, Milano, Rizzoli, 1980.
- Di fumo cilestrino. Poesie giovanili, Ancona, Dossier arte, 1981.
- O corpo sospiroso, Milano, Biblioteca universale Rizzoli, 1982. (Poesia)
- Quark, Roma, Edizioni della Cometa, 1982. (Poesia)
- L'incominciamento, Palermo, Sellerio, 1983.
- L'arenario, Milano, Rizzoli, 1984. ISBN 88-17-66091-4.
- È un rosseggiar di peschi e d'albicocchi, Milano, Rizzoli, 1986. ISBN 88-17-66092-2.
- L'asprura, Roma, Edizioni della Cometa, 1986. (Poesia)
- Gesù e il bambinello, Roma, Edizioni della cometa, 1987.
- Il dormiveglia. Sicilia-luna-New York, Milano, A. Mondadori, 1988. ISBN 88-04-31209-2.
- Lip to lip, Lecce, Manni, 1988.
- Ghigò, Milano, A. Mondadori, 1990. ISBN 88-04-33900-4.
- Fiabe siciliane, scelte e tradotte da, Milano, A. Mondadori, 1990. ISBN 88-04-34117-3.
- Il re bambino. Poesie, Milano, A. Mondadori, 1990. ISBN 88-04-34193-9.
- Apologhetti, Catania, Il Girasole, 1991. (Fiabe)
- Il dottor Bilob, Palermo, Sellerio, 1994. ISBN 88-389-1054-5.
- Silvinia, Milano, Mondadori, 1997. ISBN 88-04-41782-X.
- L'infinito lunare. Racconti fantastici, Milano, A. Mondadori, 1998. ISBN 88-04-44885-7.
- Scritti inediti o rari, in appendice a Sarah Zappulla Muscarà e Enzo Zappulla, Bonaviri inedito, Mineo-Catania, Comune-La Cantinella, 1998. ISBN 88-87499-00-4.
- Favola, fiaba, fantastico, scelta e introduzione di, Roma, Istituto poligrafico e Zecca dello Stato, 1999.
- E il verde ramo oscillò. Fiabe di folli, con Giuseppina Bonaviri, Lecce, Manni, 1999. ISBN 88-8176-091-6.
- Poemillas españoles ed altri luoghi, Lecce, Manni, 2000. ISBN 88-8176-181-5. (Poesia)
- Giufà e Gesù. Fiaba teatrale in due parti e un epilogo, Acireale, La Cantinella, 2001.
- Il vento d'argento. Un racconto con dodici finali, Roma, Gremese, 2002. ISBN 88-8440-179-8.
- Acqua d'argento e altre storie, San Cesario di Lecce, Manni, 2003. ISBN 88-8176-407-5.
- Il vicolo blu, Palermo, Sellerio, 2003. ISBN 88-389-1841-4.
- I cavalli lunari, Milano, Libri Scheiwiller, 2004. ISBN 88-7644-392-4. (Poesia)
- Gli uccelli, con Gianluigi Mastandrea, Mineo-Catania, Fondazione Giuseppe Bonaviri-La Cantinella, 2005. ISBN 88-87499-08-X.
- L'incredibile storia di un cranio, Palermo, Sellerio, 2006. ISBN 88-389-2114-8.
- Il furto del Faust di Goethe, con Gianluigi Mastandrea, Perugia, Guerra, 2006.
- Autobiografia in do minore. Racconto di scoordinata sopravvivenza, San Cesario di Lecce, Manni, 2006. ISBN 88-8176-844-5.
- La ragazza di Casalmonferrato, Catania, La Cantinella, 2009. ISBN 978-88-87499-43-8.
- L'arcobaleno lunare, Palermo, Thule, 2009. ISBN 978-88-903717-2-1.

## Riconoscimenti
- Il 14 gennaio 1988 ha ricevuto:

- Il 25 dicembre 1999 ha ricevuto:

- È vincitore di taluni importanti premi letterari, tra i più celebri: il Quasimodo (2005), il Vittorini (2003), il Ferri-Lawrence (2007), il Pirandello (1996), il Brancati (1973),[13] il Mondello (1997), il Martoglio (1989), il «Città di Monreale» (1996), il Premio Letterario Basilicata (1998),[14] il Fragmenta (2004), il «Pietro Mignosi» (2006), il Mediterraneo (2007), il Premio Selezione Campiello nel 1978[15], il Premio Nazionale Letterario Pisa ex aequo per la poesia nel 1982.[16]
- Nel 2007 gli è stato conferito il riconoscimento «alla carriera» al premio di poesia Città di Sant'Elia Fiumerapido.
- Nel 2009, dopo la sua scomparsa, nasce su volontà dei familiari il Centro Studi Internazionale Giuseppe Bonaviri, con lo scopo di mantenere viva la sua Memoria in Italia e nel mondo.
- L'Archivio di Giuseppe Bonaviri è stato incluso, dal 16 luglio 2010, fra gli Archivi di personalità dichiarati dalla Direzione Regionale per i Beni Culturali e Paesaggistici del Lazio (Ministero della cultura) «di interesse storico»[17], parte integrante del patrimonio culturale della comunità nazionale[18][19].
- Nel 2017 a Frosinone gli viene intitolata la casa della cultura[20].
- Nel 2024 Mineo il Ministero della Cultura ha celebrato il primo centenario della nascita di Giuseppe Bonaviri[21].

## Curiosità
- La stampa ha spesso accreditato Bonaviri come uno dei favoriti al conseguimento del Premio Nobel per la letteratura, cui è stato candidato per molti anni raggiungendo anche la rosa dei tre finalisti.[22]
- Nel 2005 lo scrittore piantò un tiglio sulle rive del lago ungherese Balaton, lungo il "Viale dei Poeti", in occasione della vittoria di un premio internazionale dedicato a Salvatore Quasimodo.[23]
- Una celebre poesia dello scrittore, Ode, venne musicata dal maestro Ennio Morricone ed incisa in una lastra di marmo nel conservatorio di Frosinone[24].
- È considerato uno dei poeti e scrittori italiani più tradotti all'estero nella seconda metà del '900.
- Varie sue opere teatrali sono state messe in scena; tra le più note Giufà e Gesù presso lo Stabile di Catania (2001) e L'oro in bocca presso il Teatro Biondo di Palermo (2007).
- Nel 2007 è stato girato un documentario, Bonaviri ritratto, che ritrae l'omonimo scrittore.